# Eurocup 2011-12
La Eurocup 2011-12 es la décima edición de la segunda competición continental organizada por la ULEB.
Participan 32 equipos en esta temporada, 10 de ellos obtuvieron la clasificación de forma directa, junto con los 14 equipos eliminados en la ronda previa de la Euroliga, teniendo que disputar los 8 equipos restantes 1 ronda previa para clasificarse a la competición. Los equipos eliminados en la fase previa disputan la FIBA EuroChallenge, organizada por FIBA Europa.
La fase final se disputará en régimen de concentración, con formato de Final a 4 (Final Four). 

## Equipos participantes
| País            | N.º | Equipos                                                                 |
| --------------- | --- | ----------------------------------------------------------------------- |
| Francia         | 4   | ASVEL Lyon-Villeurbanne, BCM Gravelines, Cholet Basket y Le Mans Sarthe |
| Alemania        | 3   | ALBA Berlín, Bayern de Múnich y Fraport Skyliners                       |
| Rusia           | 3   | BC Khimki, Lokomotiv Kuban y Spartak St.Petersburg                      |
| Bélgica         | 2   | Dexia Mons-Hainault y Telenet Oostende                                  |
| Croacia         | 2   | Cedevita Zagreb y Cibona Zagreb                                         |
| España          | 2   | Gran Canaria 2014 y Valencia BC                                         |
| Grecia          | 2   | Aris Thessaloniki y PAOK Thessaloniki                                   |
| Lituania        | 2   | Lietuvos Rytas y Rudupis Prienai                                        |
| Ucrania         | 2   | Azovmash Mariupol y BC Donetsk                                          |
| Bulgaria        | 1   | Lukoil Akademik                                                         |
| Eslovenia       | 1   | Krka Novo Mesto                                                         |
| Israel          | 1   | Hapoel Jerusalén                                                        |
| Italia          | 1   | Benetton Treviso                                                        |
| Letonia         | 1   | VEF Riga                                                                |
| Montenegro      | 1   | Buducnost Podgorica                                                     |
| Países Bajos    | 1   | GasTerra Flames                                                         |
| Polonia         | 1   | PGE Turow                                                               |
| República Checa | 1   | CEZ Nymburk                                                             |
| Turquía         | 1   | Banvit BK                                                               |

## Formato de Competición
En esta edición de la Copa ULEB participan un total de 32 equipos. La Fase Regular comienza en noviembre de 2011.

### Fase Previa
Los 8 ganadores pasan a la Fase Regular.

### Fase Regular
Los 32 equipos participantes se dividen en 8 grupos (cada grupo de 4 equipos) disputando una liguilla a dos vueltas. Los 2 equipos mejor clasificados de cada grupo avanzan al Last 16.

### Last 16
Los 16 equipos participantes se dividen en 4 grupos (cada grupo de 4 equipos) disputando una liguilla a dos vueltas. Los 2 equipos mejor clasificados de cada grupo avanzan a cuartos de final.

### Final Four

#### Semifinales
Los vencedores de las Semifinales pasan hacia la Final. Se disputan a partido único (Final a 4).

#### Final Consolación
La final se disputa entre los equipos perdedores de las semifinales. Se disputa a partido único.

#### Final
La final se disputa a partido único. El ganador se proclama Campeón de la Eurocup 2011/12 y obtiene plaza en la próxima edición de la Euroliga 2012/13.

## Fase Previa
| Equipo local (ida)   | Dif     | Equipo visitante (ida) | Ida   | Vuelta |
| -------------------- | ------- | ---------------------- | ----- | ------ |
| BK Ventspils         | 140-153 | Azovmash Mariupol      | 75-74 | 79-65  |
| Artland Dragons      | 121-153 | Gran Canaria 2014      | 56-61 | 92-65  |
| Besiktas JK          | 141-144 | Dexia Mons-Hainault    | 78-70 | 74-63  |
| Elan Chalon          | 147-157 | Cedevita Zagreb        | 78-73 | 84-69  |
| Pinar Karsiyaka      | 151-160 | Le Mans Sarthe         | 73-80 | 80-78  |
| Norrkopingh Dolphins | 129-158 | Telenet Oostende       | 62-88 | 70-67  |
| ETHA Engomis         | 123-143 | Spartak St.Petersburg  | 59-60 | 83-64  |
| Lukoil Akademik      | 157-142 | BK Prostejov           | 70-65 | 77-87  |

## Cuartos de final
| Equipo local (ida) | Dif     | Equipo visitante (ida) | Ida   | Vuelta |
| ------------------ | ------- | ---------------------- | ----- | ------ |
| KK Buducnost Voli  | 138–156 | Valencia Basket        | 75-71 | 63-85  |
| Lietuvos Rytas     | 154–145 | BC Donetsk             | 76-65 | 78-80  |
| CEZ Nymburk        | 135–154 | Spartak St.Petersburg  | 64-68 | 71-86  |
| Khimki Moscú       | 158–153 | Lokomotiv Kuban        | 81-72 | 77-81  |

## Final Four
|  | Semifinales           | Semifinales     |    |                | Final                 | Final       |  |
|  | 14 de abril           | 14 de abril     |    |                | 15 de abril           | 15 de abril |  |
|  |                       |                 |    |                |                       |             |  |
|  |                       |                 |    |                |                       |             |  |
|  | Khimki Moscú          | 77              |    |                |                       |             |  |
|  | Spartak St.Petersburg | 73              |    |                |                       |             |  |
|  |                       |                 |    |                |                       |             |  |
|  |                       |                 |    |                |                       |             |  |
|  |                       |                 |    |                | Khimki Moscú          | 77          |  |
|  |                       | Valencia Basket | 68 |                |                       |             |  |
|  |                       |                 |    |                |                       |             |  |
|  |                       |                 |    |                |                       |             |  |
|  |                       |                 |    |                | Tercer lugar          |             |  |
|  |                       |                 |    |                |                       |             |  |
|  | Valencia Basket       | 80              |    | Lietuvos Rytas | 71                    |             |  |
|  | Lietuvos Rytas        | 70              |    |                | Spartak St.Petersburg | 62          |  |

| Campeón de la Eurocup 2011-12 |
| ----------------------------- |
| Khimki Moscú                  |
| primer título                 |